# Спитама
Спитама — был, по сообщениям Ктесия, мужем Амитиc, дочери мидийского царя Астиага. Играр Алиев считал Спитаму родственником самого Заратустры.

## Предыстория
Ктесий упоминает, что Астиаг после поражения от Кира II бежал с поля боя во дворец в Экбатану и был укрыт там Спитамой и его женой Амитис. Затем Кир II взял Спитама и Амитис в заложники, чтобы выяснить, где находится Астиаг. Спитама сделал вид, что не знает местонахождения Астиага. Когда Кир II в гневе хотел приказать истязать обоих, Аситаг добровольно сдался. Брак Амитис и Спитама был расторгнут казнью Спитама на том основании, что Спитама солгал Киру II.